# Paparazzi (film italien, 1998)
Pour les articles homonymes, voir Paparazzi et Paparazzi (homonymie).
Pour plus de détails, voir Fiche technique et Distribution.
Paparazzi est un film italien écrit et réalisé par Neri Parenti et sorti en 1998. 
Le film est le premier d'une trilogie, caractérisée par de nombreux caméos de personnalités du monde de la télévision, du football et du cinéma, et se poursuit avec Tifosi e Body Guards et Guardie del corpo.

## Fiche technique
- Titre : Paparazzi
- Réalisation : Neri Parenti
- Scénario : Neri Parenti
- Photographie : Carlo Tafani
- Montage : Luca Montanari
- Musique : Bruno Zambrini
- Pays d'origine : Italie
- Langue originale : italien
- Format : couleur
- Genre : Comédie
- Durée : 100 minutes
- Dates de sortie :
  - Italie : 16 décembre 1998 (Rome, première)

## Distribution
- Christian De Sica : Il Faina
- Massimo Boldi : Il Signor Bin
- Diego Abatantuono : Il King
- Roberto Brunetti : Er Patata
- Nino D'Angelo : Ciro 3000
- Stefano Antonucci : Surgeon
- Ramona Badescu : Ramona
- Rino Barillari : Rino
- Pietro Bertone : (comme Pierino Bertone)
- Aldo Biscardi : Aldo
- Raul Bolanos :
- Nathalie Caldonazzo : Nathalie
- Elenoire Casalegno : Elenoire
- Barbara Chiappini : Ela Weber's best friend
- Martina Colombari : Martina
- Carlo Conti : Carlo
- Ugo Conti : Toni
- Paolo Conticini : Elenoire Casalegno's fiancee
- Sacha Darwin : Old nun (comme Sacha M. Darwin)
- Carlo De Palma : Bagnino
- Morena De Pasquale : Infermiera del nido
- Carmen Di Pietro : Carmen
- Natalia Estrada : Natalia
- Anna Falchi : Anna
- Roberto Farnesi : Anna Falchi's husband
- Emilio Fede : Emilio
- Tiziana Ferrario : Tiziana
- Gabriel Garko : Gabriel
- Eva Grimaldi : Eva
- Walter Leonardi :
- Claudio Lippi : Claudio
- Valeriano Longoni : Valeriano
- Patrizia Loreti : Alba Parietti's maid
- Valeria Mazza : Valeria
- Maurizio Mosca : Maurizio
- Alessandro Nesta : Alessandro
- Brigitte Nielsen : Gitte
- Alba Parietti : Alba
- Max Parodi : Gitte's lover (comme Mario Parodi)
- Cristina Parovel : Stefania
- Sandro Paternostro : Sandro
- Francesco Pezzulli : Leonardo DiCaprio (voix)
- Massimo Pittarello : Capo bodyguards Anna Falchi
- Luana Ravegnini : Luana
- Vittorio Sgarbi : Vittorio
- Romano Sommadossi : Rambo
- Mara Venier : Mara
- Ela Weber : Ela
- Brando De Sica : Manservant (non crédité)